# 气候学

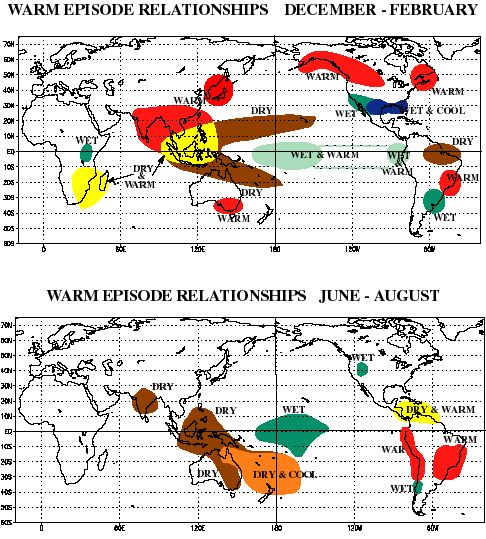
El 氣候影響

气候学是研究地球上气候的科學。气候和天气是两个既有联系又有区别的概念。从时间尺度上讲，天气是指某一地区在某一瞬间或某一短时间内大气状态（如气温、湿度、压强等）和大氣现象（如风、云、雾、降水等）的综合。天气过程是大气中的短期过程。而气候指的是在太阳辐射、大气环流、下垫面性质和人类活动在长时间相互作用下，在某一时段内大量天气过程的综合。它不仅包括该地多年来经常发生的天气状况，而且包括某些年份偶尔出现的极端天气状况。

## 地位
气候学研究气候的形成过程、分布和变化规律。它是气象学的一个分支，也是自然地理学的一个部门，它是综合性学科边缘科学。

## 运用

### 总体
1. 根据气象观测资料，找出规律。
2. 提供气候趋势预报。
3. 提供改造小气候的条件。

## 分支
- 理论气候学
- 应用气候学：农业气候学、林业气候学、盐业气候学、渔业气候学等。